# Edward Jędruszewski
Edward Wincenty Jędruszewski (ur. 7 października 1932 w Płocku) –  pułkownik ludowego Wojska Polskiego, działacz partyjny i społeczny w okresie PRL.

## Życiorys
Podchorąży Oficerskiej Szkoły Politycznej w Łodzi (1950–1952), oficer polityczny w Oficerskiej Szkole Lotniczej w Radomiu oraz w Wyższej Oficerskiej Szkole Lotniczej w Dęblinie (1952–1975). W 1967 ukończył studia pedagogiczne w Wojskowej Akademii Politycznej im. Feliksa Dzierżyńskiego. Od 1976 zastępca szefa Wojewódzkiego Sztabu Wojskowego w Radomiu ds. politycznych. 
Członek Związku Harcerstwa Polskiego (1945–1948), Związku Walki Młodych (1948), Związku Młodzieży Polskiej (1948–1951) oraz PZPR (1951–1990). Członek Komitetu Wojewódzkiego (1975–1978) oraz Egzekutywy Komitetu Wojewódzkiego PZPR w Radomiu (1983–1986). Delegat na X Zjazd PZPR (lipiec 1986). Radny Wojewódzkiej Rady Narodowej w Kielcach (1973–1975) oraz Wojewódzkiej Rady Narodowej w Radomiu (od 1975 członek Prezydium WRN, a w latach 1982–1988 przewodniczący Wojewódzkiej Rady Narodowej).
Autor wielu opracowań i skryptów z zakresu pedagogiki wojskowej dla podchorążych Wyższej Oficerskiej Szkoły Lotniczej w Dęblinie.

## Odznaczenia
- Krzyż Oficerski Orderu Odrodzenia Polski
- Krzyż Kawalerski Orderu Odrodzenia Polski
- Złoty Krzyż Zasługi
- Odznaka Zasłużony Wojskowy Działacz Partyjny

## Źródła
- Kto jest kim w Polsce 1989, Warszawa 1989, str. 471